# Kiuma
Kiuma – wieś w Estonii, w prowincji Põlva, w gminie Põlva.